# Производство коки в Боливии

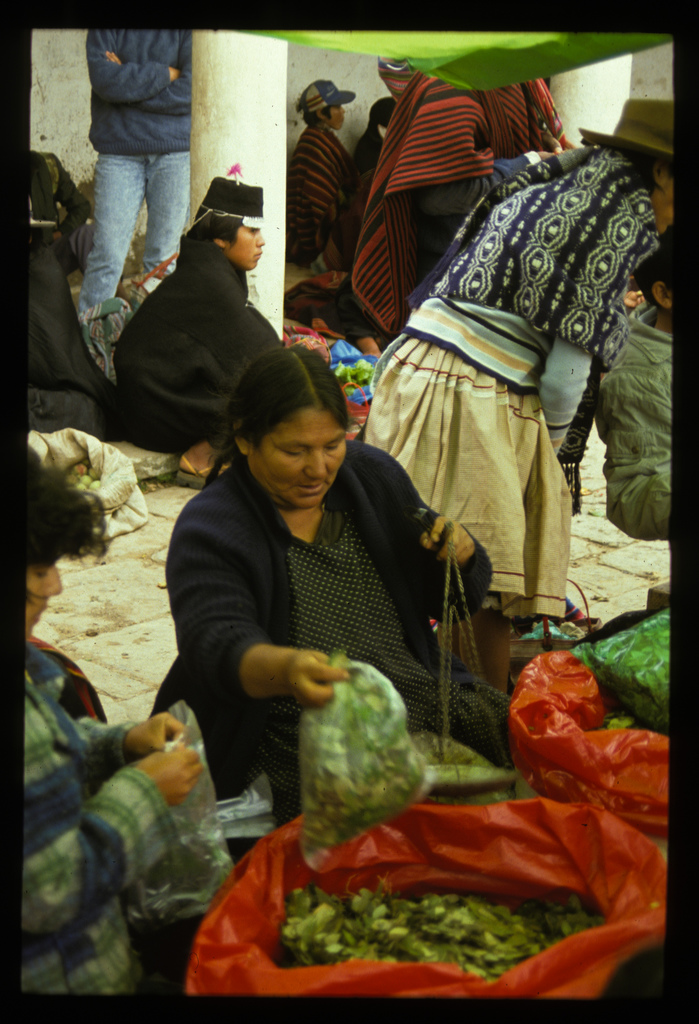
Боливийка продаёт коку

Кока культивировалась на средних высотах Боливийских Анд по крайней мере с времён Империи инков, главным образом на севере Боливийской Юнги и к востоку от Ла-Паса. Культивация коки существенно расширилась в 1980-х в провинции Чапаре (департамент Кочабамба), и некоторая продукция прошла на международный рынок кокаина. Было сделано много усилий по криминализации и уничтожению коки за пределами Боливийской Юнги, и эти усилия поддержала США. Однако эти усилия негативно восприняло движение кокалеро, которое наоборот начало наращивать производство коки. Столкновения между боливийской наркополицией и армией с одной стороны и движением кокалеро с другой происходили эпизодически с 1987 по 2003 года. Кокалерос стали довольно важной политической силой в этот период, и они стали одними из создателей политической партии «Движение к социализму». Фермеры-кокалеро из Боливийской Юнги и Чапаре отстояли свою политику «социального контроля». Ими были выставлены лимиты территории, где должна выращиваться кока. Эти меры являются альтернативой для наркополитики Войны с наркотиками. В 2005 году, глава профсоюза кокалеро, Эво Моралес, был избран президентом Боливии. Моралес преследовал политику легализации коки в Чапаре и Юнге, и уничтожения растений за пределами этих регионов.
Управление ООН по наркотикам и преступности вычислило, что в 2009 году в Боливии было высажено 30 900 га коки, что делало Боливию третьим по размерам производителем коки после Колумбии (68 000 га) и Перу (59 900 га). По оценкам ООН, 35 148 из 54 608 тонн коки, выращенной в Боливии, продаётся на нелегальных рынках, на которых преобладает торговля кокаином. Большинство коки, которая продается на таких рынках, приходит с провинции Чапаре. Продажи листьев коки дали приблизительно 265 миллионов долларов США — это 14 % всех сельскохозяйственных продаж и 2 % процента ВВП Боливии. Легально коку можно купить на оптовых рынках в Вилья-Фатима в Ла-Пасе и в Сакабе.

## История

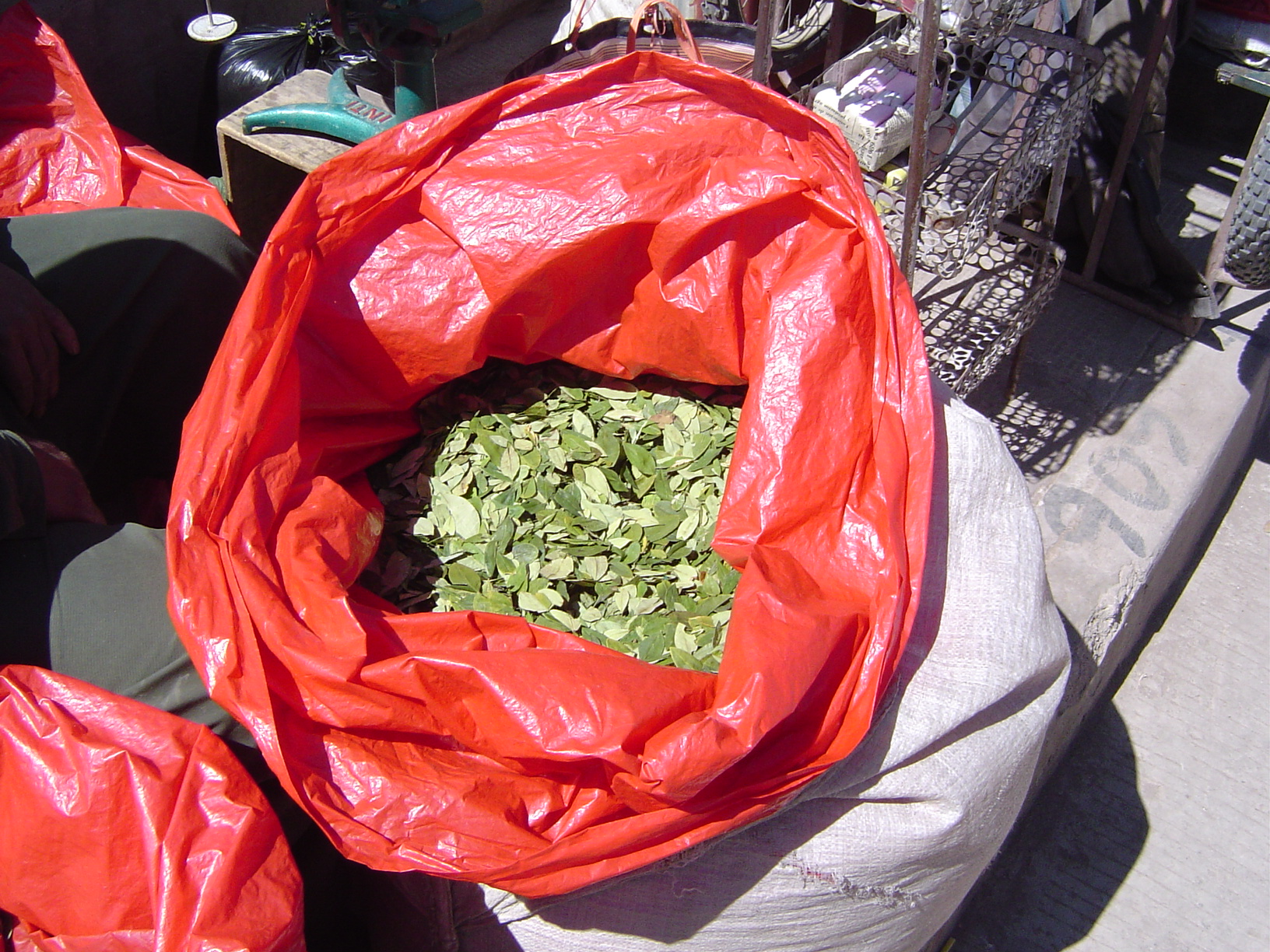
Листья коки

Кока, кустарник похожий на чай, культивировалась в основном мелкими фермерами в регионах Боливийской Юнги.
В 1980-х годах, боливийские фермеры начали массово выращивать коку после того, как её цена сильно повысилась, а экономика обвалилась. Сильная безработица также поспособствовала увеличению выращиваемой коки. Также, кока привлекала фермеров тем, что она быстро продавалась, мало весила, давала урожай 4 раза в год, а также большое количество долларов США, которые можно было за неё получить — они были ценны в экономике, которая пережила гиперинфляцию. По оценкам правительства Боливии, производство коки увеличилось с 1,63 миллиона килограммов листьев и 4 100 гектаров в 1977, до, как минимум, 45 миллионов листьев и 48 000 гектаров в 1987 году. Количество кокалеро выросло с 7 600 до, как минимум, 40 000 человек за тот же самый период.
Также, производству коки требовались не только фермеры, но и носильщики (исп. zepeadores), производители кокаиновой пасты и кокаина, охранники, т.д. Высокие доходы сделали риск стоящим для многих боливийцев.

## Экономическая важность
Самой прибыльной сельскохозяйственной культурой в Боливии 1980-х годов была кока. В то время, страна была вторым в мире производителем коки, производя примерно 15 % коки для кокаиновых рынков в США. Аналитики полагают, что экспорт кокаиновой пасты и кокаина давали от 600 миллионов до 1 миллиарда долларов США каждый год в 1980-х, но эта цифра зависела от цен.

## Законность
Формально, производство коки в Боливии регулируется Законом № 1008 о коке и производных веществах (исп. Ley 1008, Ley del Regimen de la Coca y Substancias Controladas) который был принят при президенте Викторе Пас Эстенссоро в 1988 году. Тем не менее, некоторые приоритеты США были исключены из закона — при уничтожении посевов запрещалось использовать дефолианты и гербициды. С восьмой по одиннадцатую статьи закона 1008 определяются регуляции по выращиванию коки в разных регионах страны:
1. Зона традиционного производства: разграниченная зона регионов, в которых производство коки традиционно — в неё включены маленькие плантации в провинциях Северный и Южный Юнгас, Мурильо, Муньекас, Франц Тамайо и Инкисиви в департаменте Ла-Пас и в провинциях Тираке и Карраско в департаменте Кочабамба.
2. Зона чрезмерного производства в переходном периоде: зоны производства коки, подвергающиеся переходу на другие сельскохозяйственные культуры, а также уничтожению коки с выплатой компенсации — в эту зону включены провинции Сааведра, Ларекаха и Лоайза департамента Ла-Пас и провинции Чапаре, Карраско, Тираке и Арани в департаменте Кочабамба.
3. Зона нелегального производства: все остальные регионы. Посевы уничтожаются без компенсации.

В 2004 году, президент Карлос Меса подписал с кокалеро соглашение о том, что фермерам можно выращивать вплоть до като (исп. cato, поле в 1600 м²) коки на семью.

Конституционная ассамблея 2006—2007 годов включила в новую конституцию статью о коке, которая была принята в результате референдума в 2009 году. 
«Статья 384. Государство обязано защищать местную, исконную коку как культурное наследство, возобновляемый природный ресурс биоразнообразия Боливии, и как фактор сплоченности народа; в природном виде, кока не является наркотиком. Её переоценка, производство, коммерциализация и индустриализация должны регулироваться законом.»
- Четвёртая часть, Заглавие II, Глава 7: Кока (p. 91)Оригинальный текст (исп.)Artículo 384. El Estado protege a la coca originaria y ancestral como patrimonio cultural,  recurso  natural  renovable  de  la  biodiversidad  de  Bolivia,  y  como  factor  de cohesión social; en su estado natural no es estupefaciente. La revalorización, producción, comercialización e industrialización se regirá mediante la ley.
Правительство президента Эво Моралеса составило новый закон о коке, который был принят в 2017 году. Он увеличил количество коки, которую могут выращивать фермеры: с 12 000 га до 22 000 га.

## Усилия по искоренению коки
Правительственные меры по остановке увеличения производства коки начались в 1983 году, когда в Боливии началась пятилетняя программа по понижению уровня производства коки. Был создан Директорат по искоренению коки (исп. Dirección de la Reconversión de la Coca) под руководством Министерства сельского хозяйства, делам фермеров и домашнего скота. Совместное соглашение между США и Боливией, подписанное в 1987 году, создало Национальный директорат по контролю над опасными субстанциями (исп. Dirección Nacional para el Control de Substancias Peligrosas) который смог уничтожить несколько тысяч гектаров коки. Тем не менее, эти меры лишь немного навредили деятельности кокалеро и были довольно спорными среди фермеров. Боливия выделила 72,2 миллиона долларов США для программ по искоренению коки в период с 1988 по 1991 года, включая широкую программу по развитию сельской местности в провинции Чапаре. Программа привела к 88 процентному падению местных цен на коку, в связи с падением цен на кокаин в США.
Чем больше коки уничтожалось, тем сильнее увеличивалась местная цена на неё, что привлекало других фермеров. Боливия просила дополнительные средства у США и у стран Западной Европы, для того, чтобы заплатить бывшим кокалеро компенсацию в 2 000 долларов США за один уничтоженный гектар коки. В 1988 году, выращивание коки стало технически незаконным за пределами специально созданной 12 000-гектаровой зоны в Юнгасе. Четырехлетняя государственная кампания по уничтожению коки началась в 1989 году, и её целью был перевод 55 % коки в законные культуры. В качестве замены коки были предложены кофе и цитрусы, не смотря на то, что доходы от них были лишь частью доходов от коки.
Правительство Эво Моралеса продолжило данные меры. В 2011 году, был побит новый рекорд: 10 051 га коки было уничтожены за первые 11 месяцев. Стратегия правительства Моралеса описывалась как «борьба с наркоторговлей посредством кооперативной работы с кокалеро для диверсификации сельскохозяйственных культур и продвижения альтернативного развития». В августе 2015 года, ООН заявило, что культивация коки была на самом низком уровне за 13 лет.

## Хронология
- 1987
  - В провинцию Чапаре прибывают анти-наркотические команды из США.
- 26 мая 1987
  - Кокалеро начинают блокировать шоссе в Чапаре. Около 10 000 кокалеро призывают к пересмотру трёхгодового плана по борьбе с наркоторговлей и составлению нового закона о коке (позже им стал Закон 1008). Интервенция полиции привела к 8 смертям и 500 арестам в городке Паротани.
- Июнь 1987
  - 20 000 кокалеро маршируют в честь погибших в Паротани.
- 27 августа 1987-30 августа 1987
  - Проведен национальный форум о проблеме различения коки и кокаина.
- Май 1988-июнь 1988
  - Кокалеро представляют свой «Главный закон о коке», который поддержан федерацией кокалеро. Когда их закон отвергают, кокалеро блокируют шоссе, ведущие из Кочабамбы на восток и на запад.
- 27 июня 1988
  - Протест кокалеро был подавлен стрельбой: около 12 кокалеро было убито в городке Вилья-Тунари.
- Июль 1988
  - Правительство Боливии приняло закон 1008.
- Июнь 1991
  - Марш кокалеро против уничтожения посевов коки был подавлен на четвёртый его день.
- Сентябрь 1994
  - Марш кокалеро за «жизнь, коку и достоинство» прошёл от Чапаре до Ла-Паса. Было подписано соглашение между кокалеро и правительством.
  - Марш женщин «за жизнь и национальный суверенитет» также прошел из Чапаре в Ла-Пас и закончился на соглашении с правительством.
- 1997—2001
  - Правительство Уго Бансера принимает новую программу по уничтожению посевов коки, названную «план „Гордость“». Для этой программы была развернута армия и специализированная полиция. Произошло множество столкновений между силами правопорядка и кокалеро.
- Август 1998
  - Более тысячи кокалеро промаршировали от Чапаре до Ла-Паса, протестуя против уничтожения посевов коки.
- 2006
  - Глава профсоюза кокалеро, Эво Моралес, выигрывает президентские выборы в Боливии. Вынужденное уничтожение посевов происходит куда меньше, и фермерам в Чапаре разрешается выращивать не более чем строго определенное количество коки на семью.
- 2008
  - Правительство Эво Моралеса выслало агентов УБН США из Боливии.
- Сентябрь 2015
  - УБН раскрыла публике информацию о планировавшейся облаве на правительство президента Эво Моралеса, с кодовым названием «Операция „Голый король“»[8].